# Sieroczyn
Sieroczyn – wieś w Polsce położona w województwie pomorskim, w powiecie człuchowskim, w gminie Człuchów. Wieś jest siedzibą sołectwa Sieroczyn, w którego skład wchodzą również miejscowości Gozdnica, Skórzewo i Śniaty. Sieroczyn jest położony na zachód od miasta Człuchów (ok. 3 km).
15 lipca 1992 część Sieroczyna (74,11 ha) włączono do Człuchowa.
W latach 1975–1998 miejscowość administracyjnie należała do województwa słupskiego.

## Charakterystyka
W rejonie wsi i sołectwa odkryto dość liczne znaleziska archeologiczne od epoki kamienia, poprzez epokę brązu do wczesnego średniowiecza. Nowożytna historia wsi rozpoczyna się na początku XIX wieku. W 1864 r. we wsi były 93 budynki, z czego 39 było domami mieszkalnymi. Do zakończenia II wojny światowej Sieroczyn znajdował się w granicach Niemiec i nazywał się Buschwinkel (narożny gaik, lasek na rogu, Gajoróg ?). Po 1945 nosił nazwę Buszewo, a następnie Sieroczyn. Przed wojną we wsi była szkoła, która funkcjonowała również w czasach powojennych do przełomu lat 60. i 70. XX wieku. W Sieroczynie znajduje się nieczynny cmentarz ewangelicki z pochówkami z XIX wieku. 
Na terenie sołectwa leży ścisły Rezerwat przyrody Sosny, a w okolicach występuje ciekawa flora bagienna. Spośród występujących tu ssaków należy wymienić: jelenia europejskiego, sarnę, dzika, bobra, lisa, wydrę, kunę czy coraz liczniejsze jenoty. Natomiast bogactwo ptactwa reprezentują: jastrzębie, myszołowy, błotniaki, kruki, bociany białe i czarne, żurawie, łabędzie, czaple, kaczki krzyżówki, gągoły, dzierzby, kowaliki, słowiki, skowronki i inne. Obecnie w Sieroczynie jest 50 posesji (w Gozdnicy – 1, w Skórzewie – 4), w których mieszka łącznie 187 osób (91 kobiety, 96 mężczyźni). Mieszkańcy Sieroczyna w głównej mierze są zatrudnieni w rolnictwie (prowadzonych rodzinnie gospodarstwach rolnych) oraz leśnictwie, ponadto w handlu, budownictwie, transporcie, lecznictwie, oświacie, sądownictwie i innych.
Sieroczyńskie rolnictwo to przede wszystkim uprawy zbóż i ziemniaków, a także hodowla zwierząt (świnie, krowy mleczne i opasy, konie oraz drób).
Powierzchnia ogólna sołectwa – 1778,3889 ha;
Użytki rolne – 574,397 ha;
Użytki leśne – 1116,69 ha;
Infrastruktura budowlana – 11,1217 ha;
Nieużytki – 15,9416ha;
Wody – 16,13 ha.

## Mini Zoo
Na terenie miejscowości znajduje się prywatny, bezpłatny ogród zoologiczny Canpol.

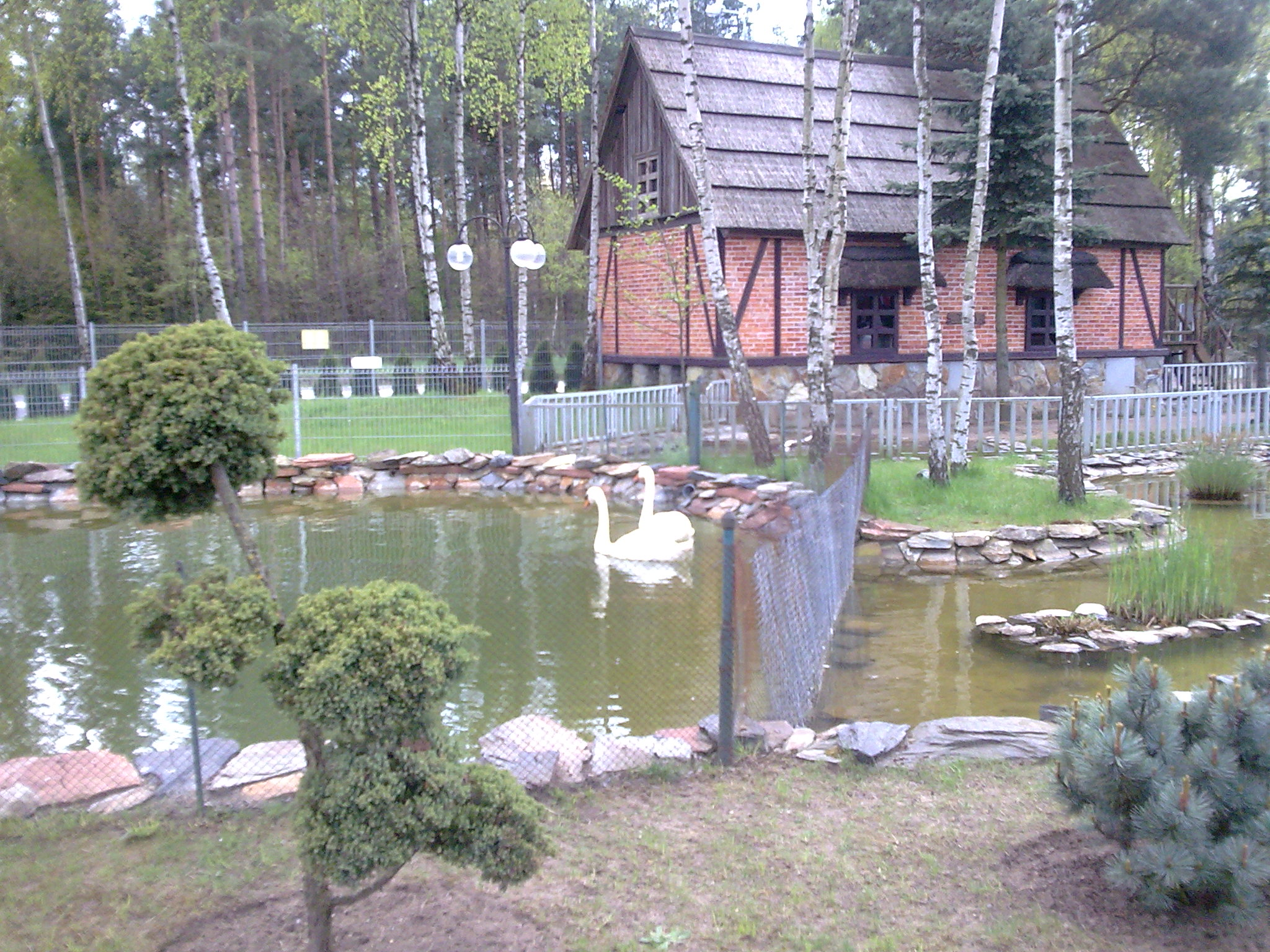
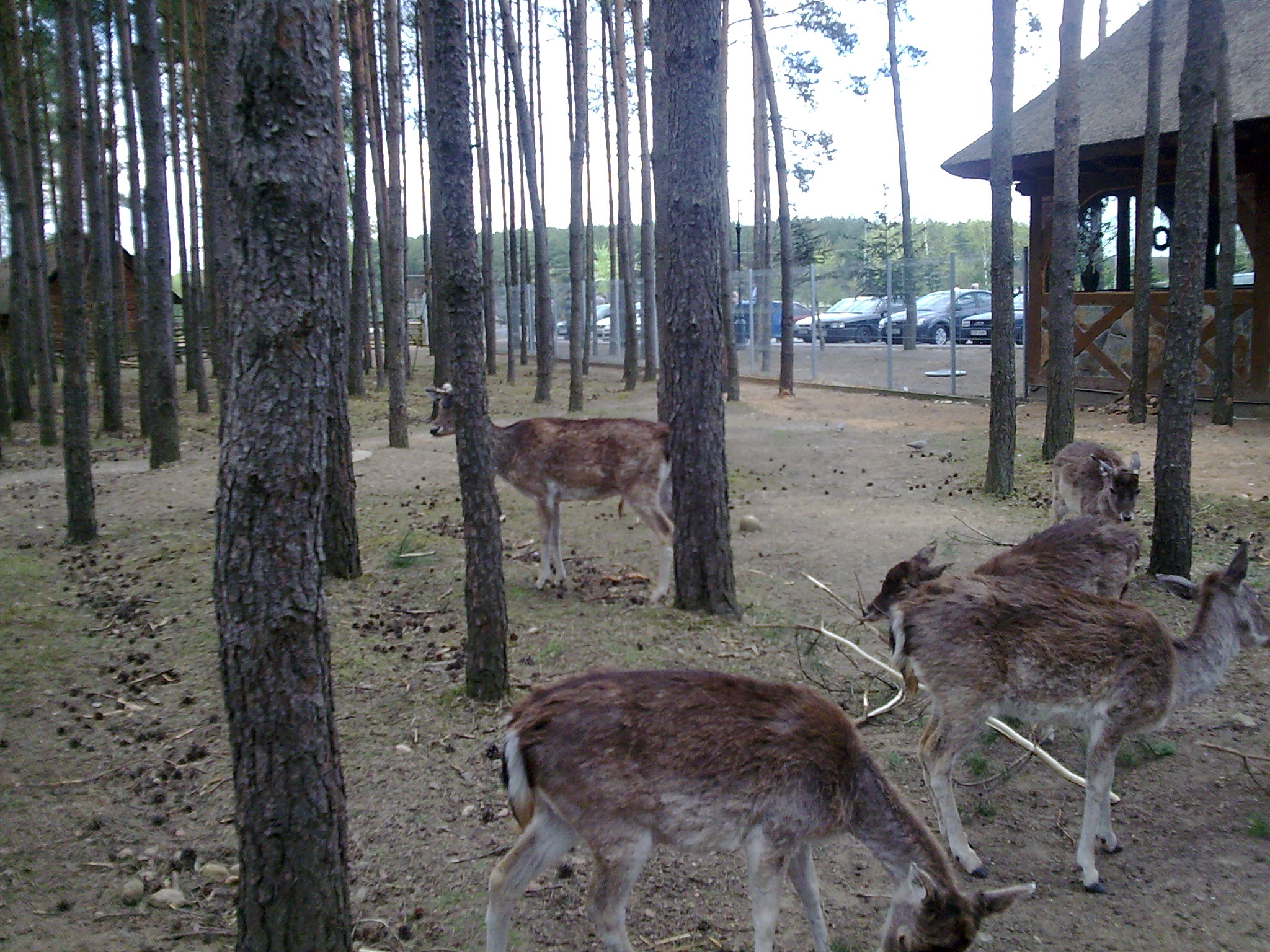
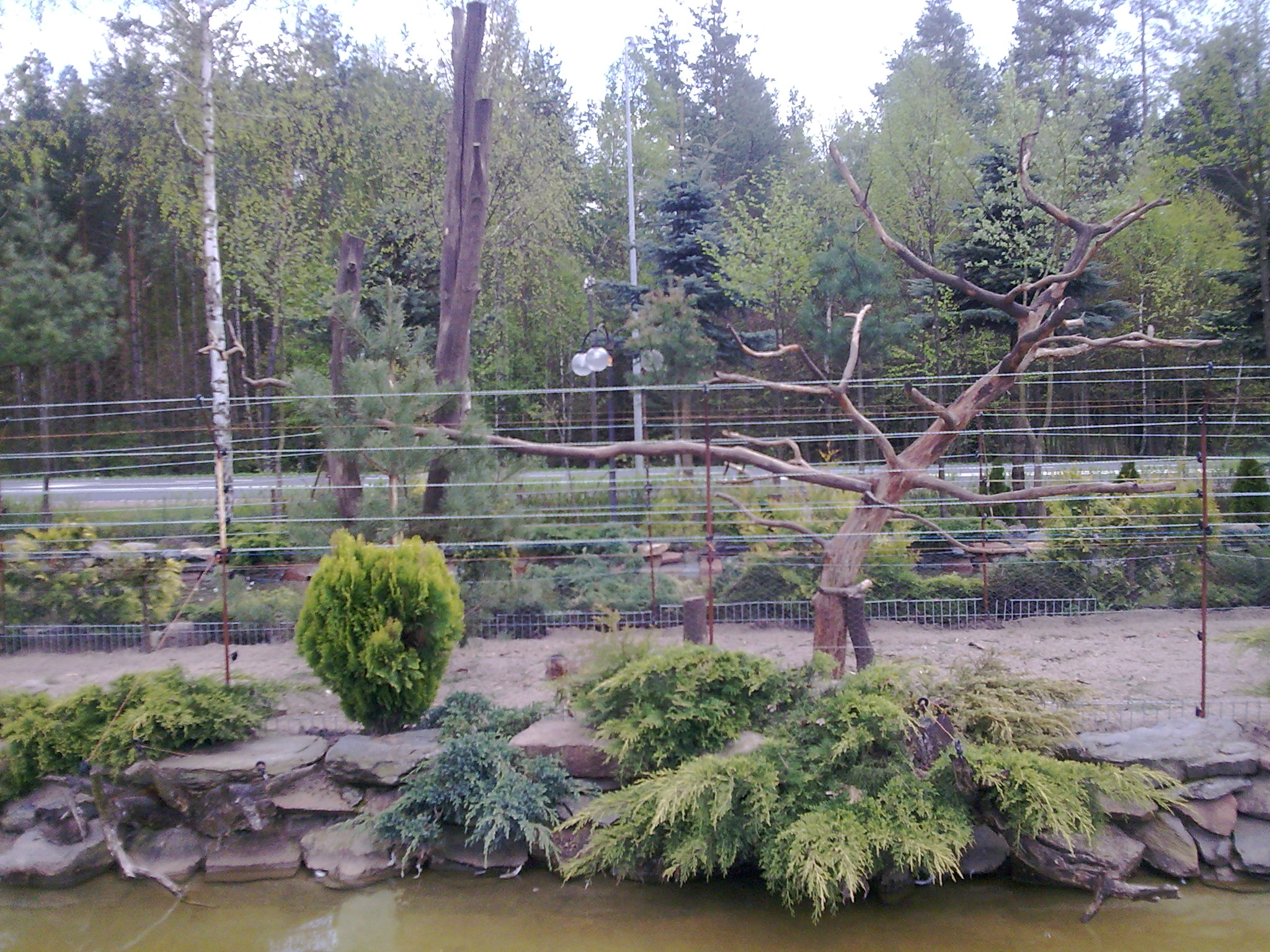
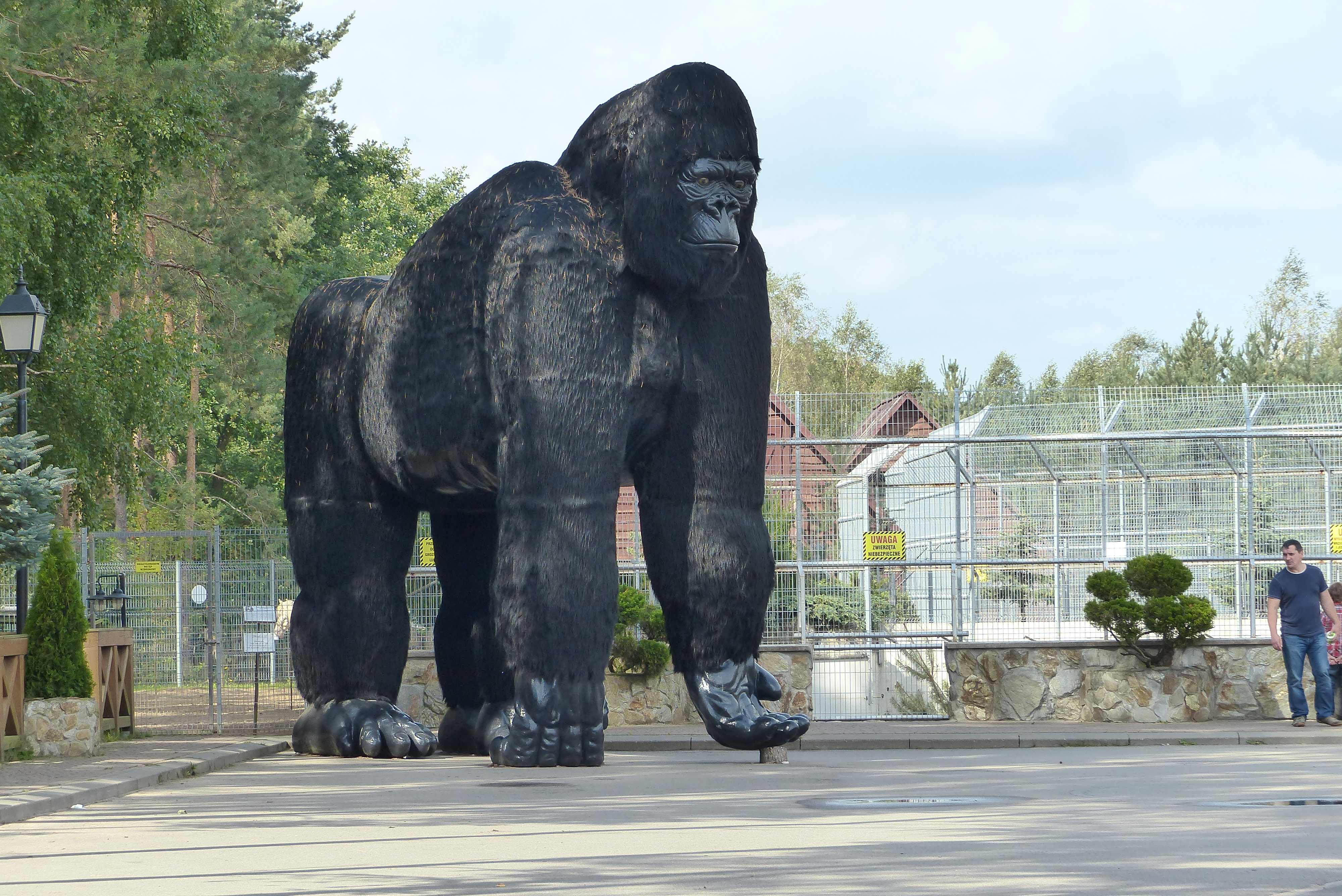
Statua goryla
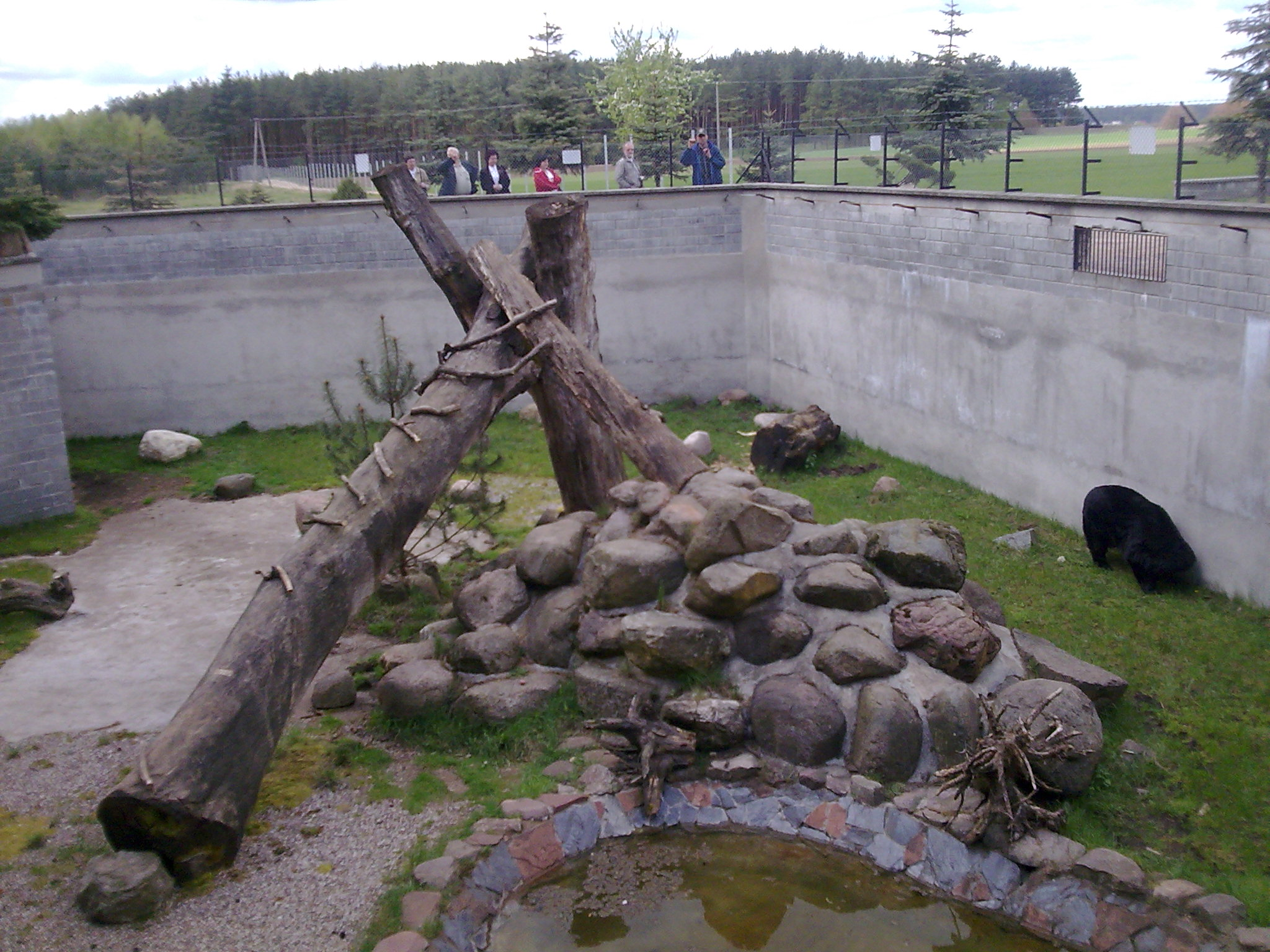
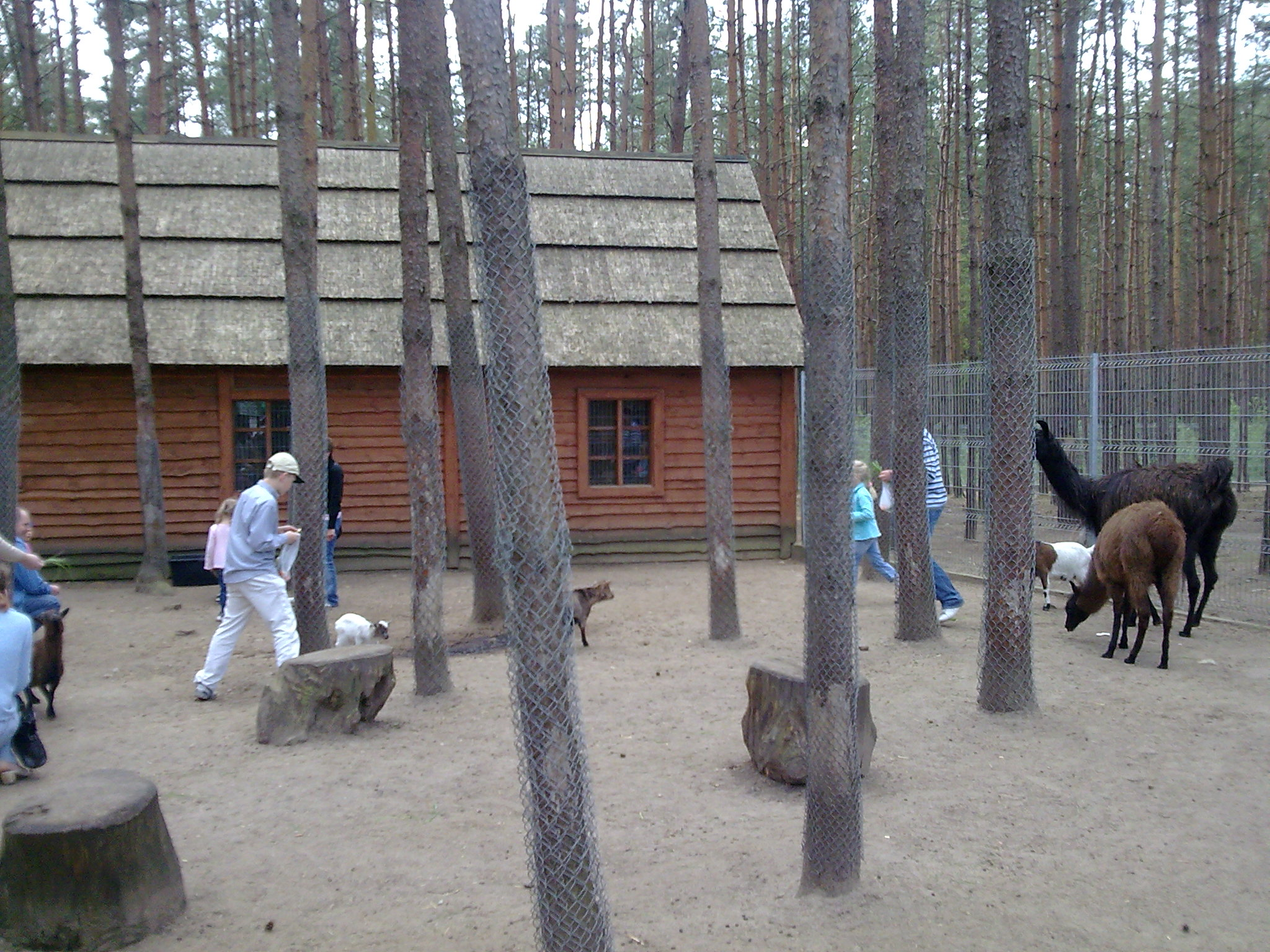
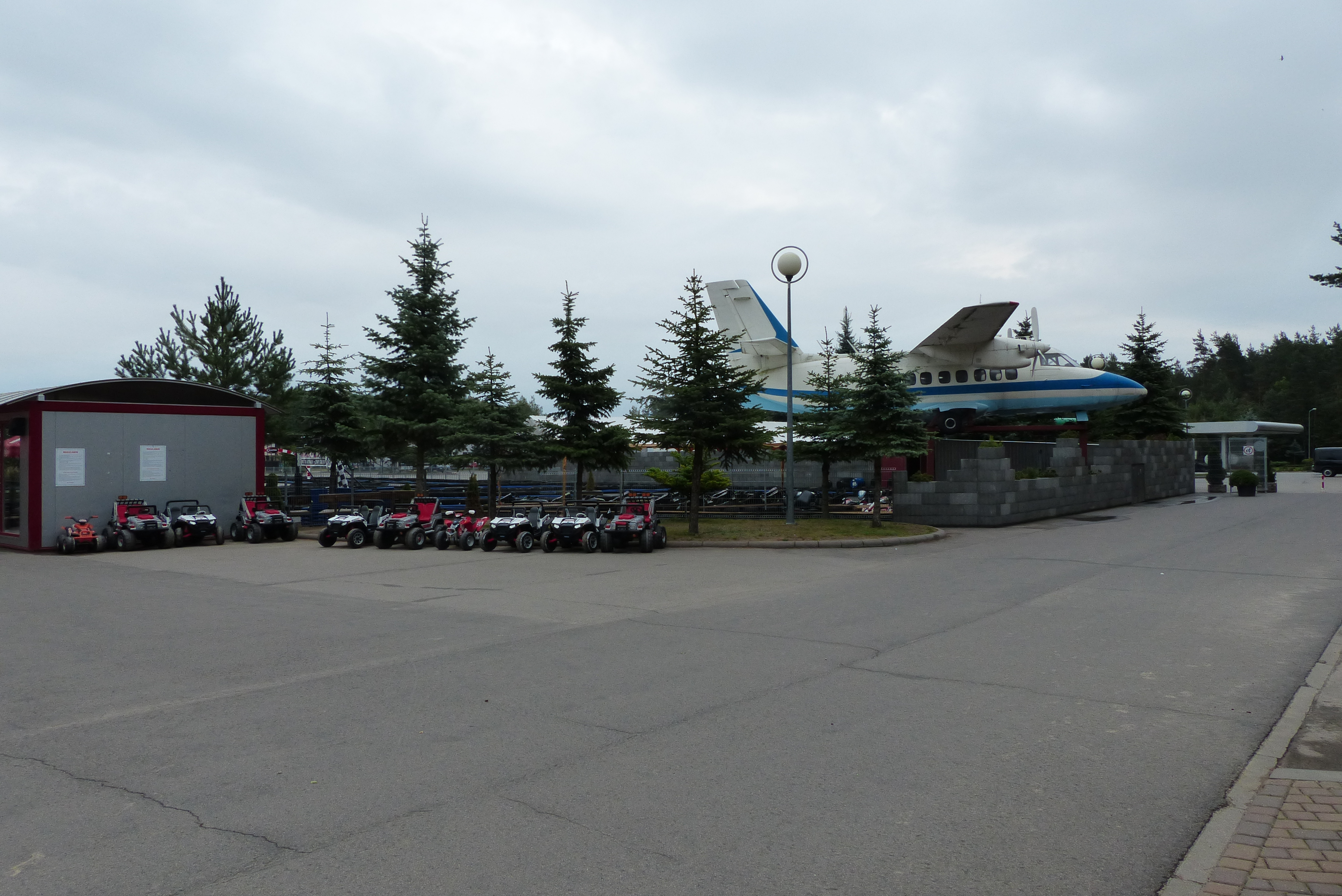
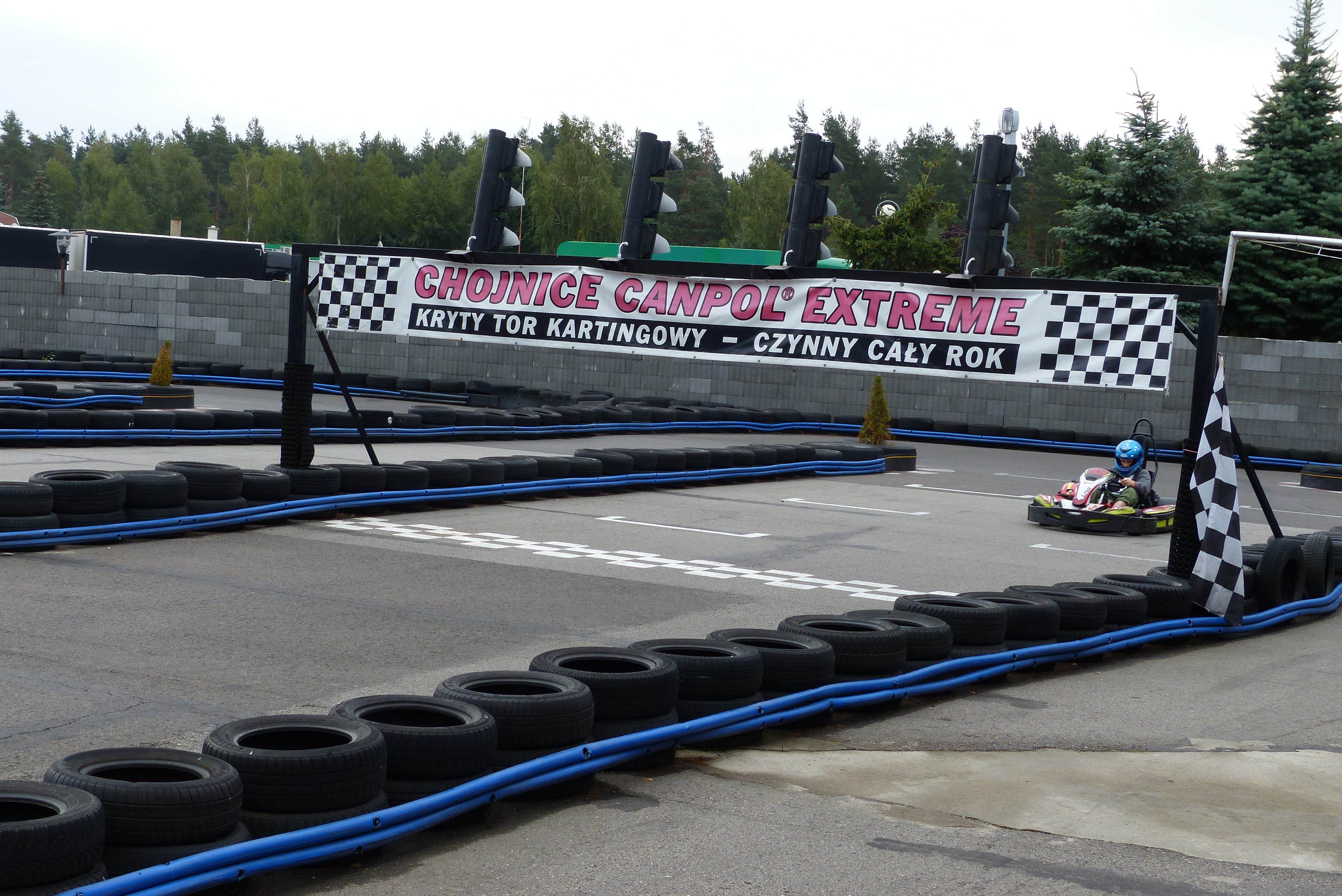
Tor Gokartowy